# Sídlisko Ťahanovce
Sídlisko Ťahanovce é um bairro de Košice, a segunda maior cidade da Eslováquia. Está situado no distrito de Košice I, na região de Košice. Tem 8,26 km² de área e sua população em 2018 foi estimada em 22.129 habitantes.